# COSPAS-SARSAT

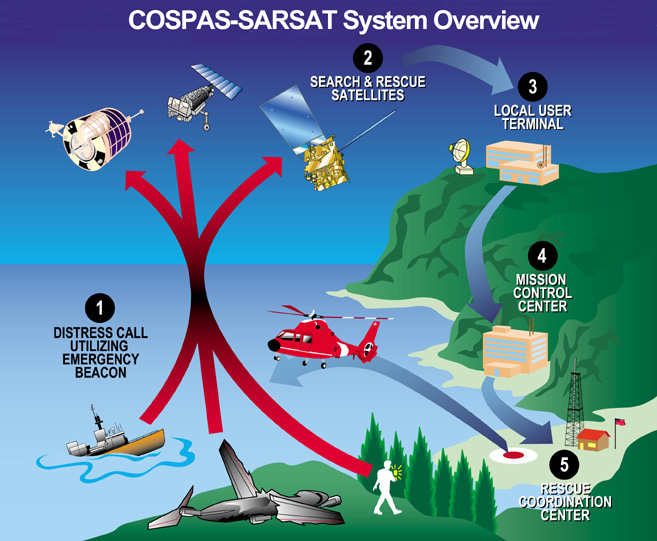
Schema di funzionamento del Sistema Cospas-Sarsat.

Il Cospas-Sarsat è un sistema satellitare ideato e gestito da Canada, Francia, USA e Russia mediante il quale è possibile localizzare, con una certa precisione e tempestività (variabile a seconda che siano utilizzati radiotrasmettitori di allarme operanti sulle frequenze di 121,5 MHz e 243,0 MHz o 406,025 MHz) il vettore, sia esso terrestre, marittimo o aereo che, dotato di uno di tali trasmettitori, si trovi in situazione di pericolo e necessiti di soccorso.
Il segnale d'allarme lanciato dai trasmettitori del vettore viene captato da uno dei satelliti del sistema e inviato a terra: qui una rete di stazioni riceventi lo elabora fino ad ottenere l'indicazione delle coordinate del luogo d'invio del segnale stesso.

## Storia

Logo della stazione Cospas-Sarsat italiana.

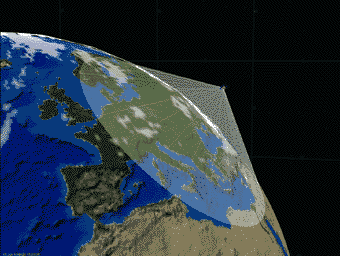
Esempio di impronta del segnale LEOSAR.

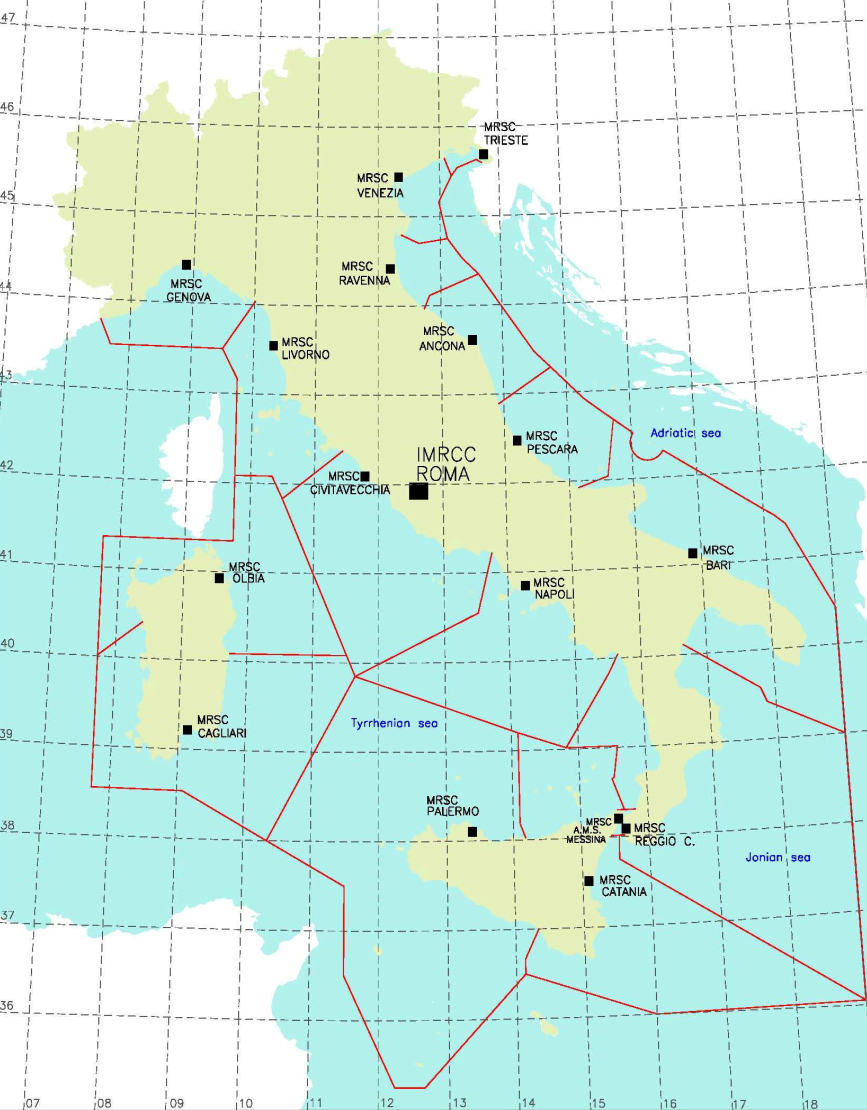
Area SAR italiana ed aree MRSC.

COSPAS (КОСПАС) è l'acronimo del russo "Cosmicheskaya Sistyema Poiska Avariynikh Sudov" (Космическая система поиска аварийных судов), traducibile come "sistema spaziale per la ricerca di navi in difficoltà". SARSAT è l'acronimo di "Search And Rescue Satellite-Aided Tracking". (localizzazione satellitare per le operazioni di ricerca e salvataggio)
Il segnale d'allarme lanciato da tali trasmettitori viene captato da uno dei satelliti del sistema che descrivono orbite polari e viene lanciato a terra: qui una rete di stazioni riceventi lo elabora fino ad ottenere la indicazione delle coordinate del luogo di invio del segnale stesso e tale ultima indicazione viene fornita alla organizzazione nazionale della ricerca e soccorso.
L'Italia, che ha aderito tramite il Dipartimento della Protezione Civile al sistema COSPAS-SARSAT, ha installato la propria stazione terrena LUT (Local Use Terminal, terminale ad uso locale) e l'annesso centro di controllo MCC (Mission Control Centre, Centro di Controllo Missioni) presso la Stazione navale della Guardia Costiera di Bari (Latitudine 41° 8,4' nord e Longitudine 16° 50,4' est) entrata in funzione il 1º giugno 1996 con DPCM 9 maggio 1996, opera durante tutte le 24 ore della giornata per 365 giorni l'anno. Equipaggiata con un'antenna dedicata che permette di seguire tutti i satelliti che passano su Bari, è in grado di ricevere e di localizzare i trasmettitori di pericolo (EPIRB - ELT - PLB) che trasmettono sulle frequenze 121.5 e 406 MHz. Il punto di unione fra il sistema COSPAS-SARSAT e l'organizzazione della ricerca e soccorso è il Centro di Controllo MCC che è incaricato a questo fine di trasmettere agli Enti responsabili delle attività di ricerca e soccorso i dati dell'allarme acquisito dal sistema.

## Descrizione

### Funzionamento
Le linee di comunicazione utilizzate dall'ITMCC (Italian Mission Control Centre - Centro controllo missioni italiano) per trasmettere informazioni ad altri MCC o agli SPOC (SAR Point of Contact) sono:
1. AFTN
2. Fax
3. Telefono
4. Email

Sono ulteriormente a disposizione linee telefoniche e telex dedicate (punto-punto) per comunicazioni immediate con l'IMRCC (Centro Coordinamento di Soccorso Marittimo Italiano) e l'ILRCC (Land Rescue Coordination Centre - Centro Coordinamento di Soccorso Terrestre Italiano).
Tutti i segnali di allarme acquisiti e localizzati nell'ambito territoriale dell'Italia o in ambiti per i quali comunque sono competenti le autorità italiane, sono comunicati dall'MCC allo SPOC italiano individuato nella centrale operativa del Comando Generale delle Capitanerie di Porto nelle sue funzioni di MRCC (Maritime Rescue Coordination Centre).
Lo SPOC italiano riceve pertanto tutte le comunicazioni relative alla localizzazione di segnali di allarme che riguardano il territorio nazionale e provvede a smistarle alle autorità nazionali competenti, in particolare al R.C.C. (RESCUE COORDINATION CENTER) di Poggio Renatico, agli Uffici Territoriali del Governo (UTG-Prefetture) ed agli Enti ATS (Air Traffic Services) per gli allarmi su terra ed agli MRSC per l'allarme su mare. Lo SPOC italiano distribuisce i messaggi tenendo conto della localizzazione del punto di emissione del segnale di allarme (terra o mare) e della possibilità o meno di conoscere il tipo di vettore (marittimo, terrestre o aereo).
Quando non è possibile determinare con precisione entrambe le discriminanti l'allertamento viene diretto a tutti gli enti che potrebbero essere responsabili dell'attività di SAR. Pertanto, quando la provenienza del segnale è localizzata sulla terraferma, l'allertamento sarà diretto alla Prefettura competente per territorio che coordinerà le attività conseguenti. Analogamente sarà diretto alla Prefettura, oltre che alle autorità marittime, quando la localizzazione è compresa entro 25 miglia nautiche dalla linea di costa: questo è il massimo raggio di indeterminatezza che il sistema COSPAS-SARSAT offre. Con i trasmettitori a 406,025 MHz il massimo raggio di indeterminatezza si riduce a solo 3 miglia.
La grande diffusione degli apparati radio-beacon ha determinato negli ultimi tempi una inflazione di allertamenti non reali, dovuti a negligenza, superficialità o per attivazione accidentale.